# This Wheel's on Fire – Levon Helm and the Story of The Band
This Wheel's on Fire - Levon Helm and the Story of The Band é a autobiografia do músico e ator americano Levon Helm. Focado em sua carreira como integrante do conjunto de rock The Band, o livro, escrito em parceria com o jornalista Stephen Davis, traça a vida de Helm desde sua infância no Sul dos Estados Unidos, passando por sua carreira como baterista e cantor do The Band, até sua luta para estabelecer uma identidade profissional no vácuo da separação oficial do grupo em 1976.
A obra é notável por fornecer aos leitores uma visão interna do desenvolvimento de um grupo de rock 'n' roll, assim como por colocar a culpa pela separação do The Band—além de outras injustiças cometidas contra o grupo—nos ombros de Robbie Robertson. Entre as acusações que Helm faz contra o guitarrista e compositor estão a de conspirar com executivos de gravadoras para roubar  dos demais integrantes do The Band os direitos autorais de canções do conjunto, planejar a separação do grupo como parte de uma agenda pessoal, e conspirar com Martin Scorsese durante a produção de The Last Waltz para fazer com que o guitarrista parecesse o líder e membro mais importante do The Band.
A amargura de Helm contra Robertson é balanceada por elogios efusivos a outros músicos, em especial aos integrantes do próprio The Band, incluindo aí observações acerca de sua admiração pelo talento e presença de palco de Robertson como guitarrista.